# وادی (استرالیا)
وادی (به انگلیسی: Yarralin) شهرکی واقع در ایالت قلمرو شمالی در استرالیاست. این شهرک در ۳۹۴ کیلومتری (۲۴۵ مایلی) جنوب غرب داروین واقع شده است.

## آب و هوا
| داده‌های اقلیم وادی          | داده‌های اقلیم وادی | داده‌های اقلیم وادی | داده‌های اقلیم وادی | داده‌های اقلیم وادی | داده‌های اقلیم وادی | داده‌های اقلیم وادی | داده‌های اقلیم وادی | داده‌های اقلیم وادی | داده‌های اقلیم وادی | داده‌های اقلیم وادی | داده‌های اقلیم وادی | داده‌های اقلیم وادی | داده‌های اقلیم وادی |
| ماه                         | ژانویه             | فوریه              | مارس               | آوریل              | مه                 | ژوئن               | ژوئیه              | اوت                | سپتامبر            | اکتبر              | نوامبر             | دسامبر             | سال                |
| --------------------------- | ------------------ | ------------------ | ------------------ | ------------------ | ------------------ | ------------------ | ------------------ | ------------------ | ------------------ | ------------------ | ------------------ | ------------------ | ------------------ |
| سابقهٔ بیش‌ترین °C            | —                  | ۱۰۲                | ۱۰۴                | ۱۰۰                | ۱۰۳                | ۹۸                 | ۹۶                 | ۹۹                 | ۱۰۳                | ۱۰۶                | ۱۰۵                | ۱۰۳                | ۱۰۶                |
| میانگین بیش‌ترین °C          | ۹۱                 | ۹۰                 | ۹۲                 | ۹۳                 | ۹۱                 | ۸۷                 | ۸۷                 | ۸۹                 | ۹۰                 | ۹۲                 | ۹۳                 | ۹۲                 | ۹۰٫۶               |
| سابقهٔ کم‌ترین °C             | ۶۴                 | ۵۶                 | ۵۸                 | ۴۶                 | ۴۸                 | ۴۰                 | ۳۵                 | ۴۲                 | ۴۷                 | ۵۴                 | ۶۰                 | ۶۰                 | ۳۵                 |
| بارندگی میلی‌متر             | ۱۳٫۷۸              | ۱۵٫۲۲              | ۱۱٫۰۳              | ۳٫۰۴               | ۰٫۶۸               | ۰٫۱۹               | ۰٫۲۴               | ۰٫۰۳               | ۰٫۲۲               | ۱٫۳۱               | ۳٫۴۱               | ۸٫۶۱               | ۵۷٫۷۶              |
| سابقهٔ بیش‌ترین °F            | —                  | ۳۸٫۹               | ۴۰٫۰               | ۳۷٫۸               | ۳۹٫۴               | ۳۶٫۷               | ۳۵٫۶               | ۳۷٫۴               | ۳۹٫۲               | ۴۱٫۲               | ۴۰٫۶               | ۳۹٫۴               | ۴۱٫۲               |
| میانگین بیش‌ترین °F          | ۳۲٫۵               | ۳۲٫۰               | ۳۳٫۱               | ۳۳٫۷               | ۳۲٫۵               | ۳۰٫۸               | ۳۰٫۷               | ۳۱٫۷               | ۳۲٫۴               | ۳۳٫۱               | ۳۳٫۹               | ۳۳٫۱               | ۳۲٫۴۶              |
| سابقهٔ کم‌ترین °F             | ۱۷٫۵               | ۱۳٫۳               | ۱۴٫۷               | ۷٫۸                | ۸٫۹                | ۴٫۴                | ۱٫۹                | ۵٫۸                | ۸٫۴                | ۱۲٫۴               | ۱۵٫۳               | ۱۵٫۶               | ۱٫۹                |
| بارندگی اینچ                | ۳۴۹٫۹              | ۳۸۶٫۵              | ۲۸۰٫۲              | ۷۷٫۲               | ۱۷٫۳               | ۴٫۹                | ۶٫۰                | ۰٫۷                | ۵٫۶                | ۳۳٫۴               | ۸۶٫۷               | ۲۱۸٫۷              | ۱٬۴۶۷٫۱            |
| منبع: Bureau of Meteorology |                    |                    |                    |                    |                    |                    |                    |                    |                    |                    |                    |                    |                    |